# Stanisław Sopuch
Stanisław Sopuch (ur. 22 kwietnia 1869 w Kożuchowie – zm. 26 lutego 1941 w Warszawie) – polski jezuita, kaznodzieja, rekolekcjonista, organizator katolickich stowarzyszeń robotniczych.

## Życiorys
Do nowicjatu wstąpił 24 lipca 1884 w Starej Wsi, w latach 1888–1891 studiował filozofię w Tarnopolu, następnie (1891–1894) był wychowawcą w zakładzie jezuickim w Chyrowie. W latach 1894–1897 studiował teologię w Krakowie, tam też przyjął święcenia prezbiteriatu (4 lipca 1897) i podjął posługę kaznodziei. Zajmował się również organizowaniem stowarzyszeń robotników katolickich. Działalność tę kontynuował także po przeniesieniu do Lwowa (1899) aż do wyboru na superiora tamtejszej rezydencji (1904), którą to funkcję pełnił do wyboru na superiora lwowskiego domu rekolekcyjnego (1908). Ostatni urząd pełnił do 1913 roku, kiedy to ponownie został wybrany superiorem rezydencji lwowskiej. W czasie I wojny światowej został przez Rosjan deportowany do Kijowa.
W 1919 roku został wybrany prowincjałem prowincji galicyjskiej. Podjął wówczas decyzję o rozszerzeniu działalności zakonu na tereny dawnych ziem zaboru pruskiego i rosyjskiego, w związku z czym przeniósł rezydencję prowincjalną z Krakowa do Warszawy. Był kandydatem na stanowisko prymasa Polski po śmierci Edmunda Dalbora. Polecił budowę kolegium Bobolanum w Lublinie. W 1926 doprowadził do podziału prowincji na małopolską i wielkopolsko-mazowiecką, w związku z czym złożył urząd prowincjała. Zajął się wówczas głównie prowadzenie rekolekcji i misji ludowych, jednocześnie będąc superiorem rezydencji w Łodzi (1927–1931) oraz od 1928 do 1930 proboszczem parafii Wniebowzięcia Najświętszej Maryi Panny w Łodzi. W latach 1935–1938 był prowincjałem wielkopolskim (podjął m.in. decyzję o budowie Domu Pisarzy w Warszawie). W 1938 został superiorem w Kaliszu. Został aresztowany przez Niemców 5 września 1939, więziono go m.in. w Kaliszu i Łodzi. Został zwolniony 13 października] 1940.